# Pałac w Borownie
Pałac w Borownie – zabytkowy pałac w Borownie, w powiecie częstochowskim.

## Historia
Późnobarokowy pałac wzniesiono w 1790 roku. Początkowo należał do Skarbków, później mieszkały w nim rodziny Karpińskich i Michalskich, a także spowinowaceni z nimi Reszkowie. W latach 80. XIX w. ówczesny właściciel pałacu, Adam Michalski poślubił siostrę słynnych śpiewaków: Jana, Edwarda i Józefiny Reszke, Emilię. Rodzeństwo zauroczone pięknem ziemi częstochowskiej, zakupiło więc tutaj kilka majątków, m.in. Skrzydlów, Garnek i Chorzenice. W 1883 roku bracia Reszkowie otworzyli stadninę koni wyścigowych i hodowlę tych zwierząt u szwagra Michalskiego. W tym czasie Jan Reszke był już właścicielem paryskiej stajni. Zaczął sprowadzać konie angloarabskie do Borowna, jednak zbyt mała przestrzeń tego dworu, która nie pozwalała na rozbudowę hodowli, spowodowała, iż ostatecznie (w 1901 roku)  stadnina i nowoczesna stajnia sportowa powstały w pobliskim Skrzydlowie, którego właścicielem został Jan Reszke, a siedlisko rodowe powstało w majątku jego brata Edwarda w Garnku. Mimo wszystko jednak, słynni śpiewacy byli częstymi gośćmi pałacu w Borownie.
Ostatnim dziedzicem Borowna był utracjusz z hrabiowskiej rodziny Skarbków, który poślubił siostrzenicę Edwarda Reszke – Janinę (z Michalskich). Karol Skarbek doprowadził majątek do szybkiego upadku i zlicytowania go za długi tuż przed wojną, co było początkiem końca jego świetności. W czasie II wojny światowej, w 1940 roku pałac został częściowo przebudowany na młyn elektryczny, w związku z czym pozbawiono go jednego skrzydła. W 1945 roku majątek został upaństwowiony, później kilkakrotnie zmieniał swoich właścicieli, aż trafił w ostatnich latach do rodziny państwa Drabów z Częstochowy. Oni to przywrócili mu dawny wygląd, odbudowując wschodnie skrzydło pałacu i czyniąc z niego swój nowy dom. 
W ten sposób historyczny dworek odzyskał swój dawny blask. Z uwagi jednak na pełnione funkcje, można go zobaczyć jedynie z daleka.

## Architektura
Pałac
Pałac posiadał oryginalną architekturę o wydatnych piętrowych ryzalitach i falistych elewacjach. Jego trzon był parterowy, skrzydła zaś piętrowe. W 1940 roku pałac przebudowano na młyn elektryczny, pozbawiając go tym samym północno-zachodniego skrzydła. Dzisiaj, zrekonstruowany według dawnych zdjęć, znów cieszy oko i zachwyca swoją piękną architekturą. Niegdyś głównego wejścia do pałacu (przy elewacji południowo-wschodniej) strzegły posągi dwóch lwów z I połowy XIX wieku. Po wojnie pozostał tylko jeden, który został skradziony pod koniec 2000 roku. 
Spichlerz
W zespole folwarcznym w Borownie znajdował się również dwukondygnacyjny drewniany spichlerz zbudowany w 1783 roku przez Franciszka Paciorkowskiego. Posiada on konstrukcję zrębową o bardzo rzadko spotykanej architekturze. Jest to budowla masywna, a wzdłuż jej dłuższych boków ciągną się również dwukondygnacyjne podcienia (galerie) arkadowe oparte na profilowanych słupach. Górne galerie są nakryte okapem wspartym na „rysiach”. Spichlerz był użytkowany jako magazyn Gminnej Spółdzielni Rolniczej w Mykanowie. W 1996 roku obiekt został rozebrany przez prywatnego właściciela. W 2007 roku został przeniesiony do Olsztyna, ponownie złożony i zrekonstruowany w oryginalnym charakterze, u podnóża Zamku Olsztyńskiego. Obecnie znajduje się w nim restauracja.
Park
Ze stawów podworskich oraz założenia parkowego zachowały się obecnie jedynie niewielkie ślady, m.in. stare lipy.

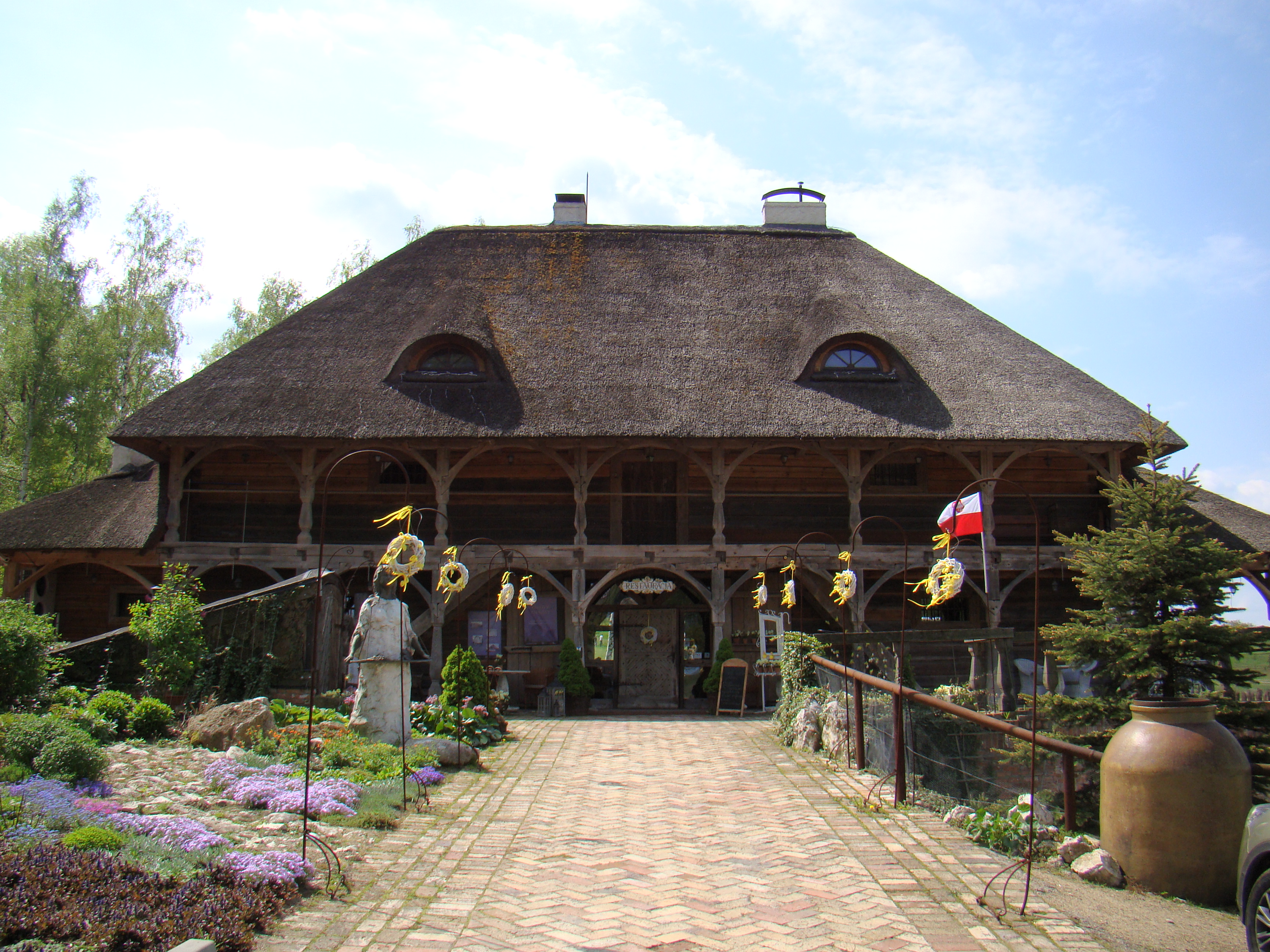
Spichlerz od 2007 roku w Olsztynie
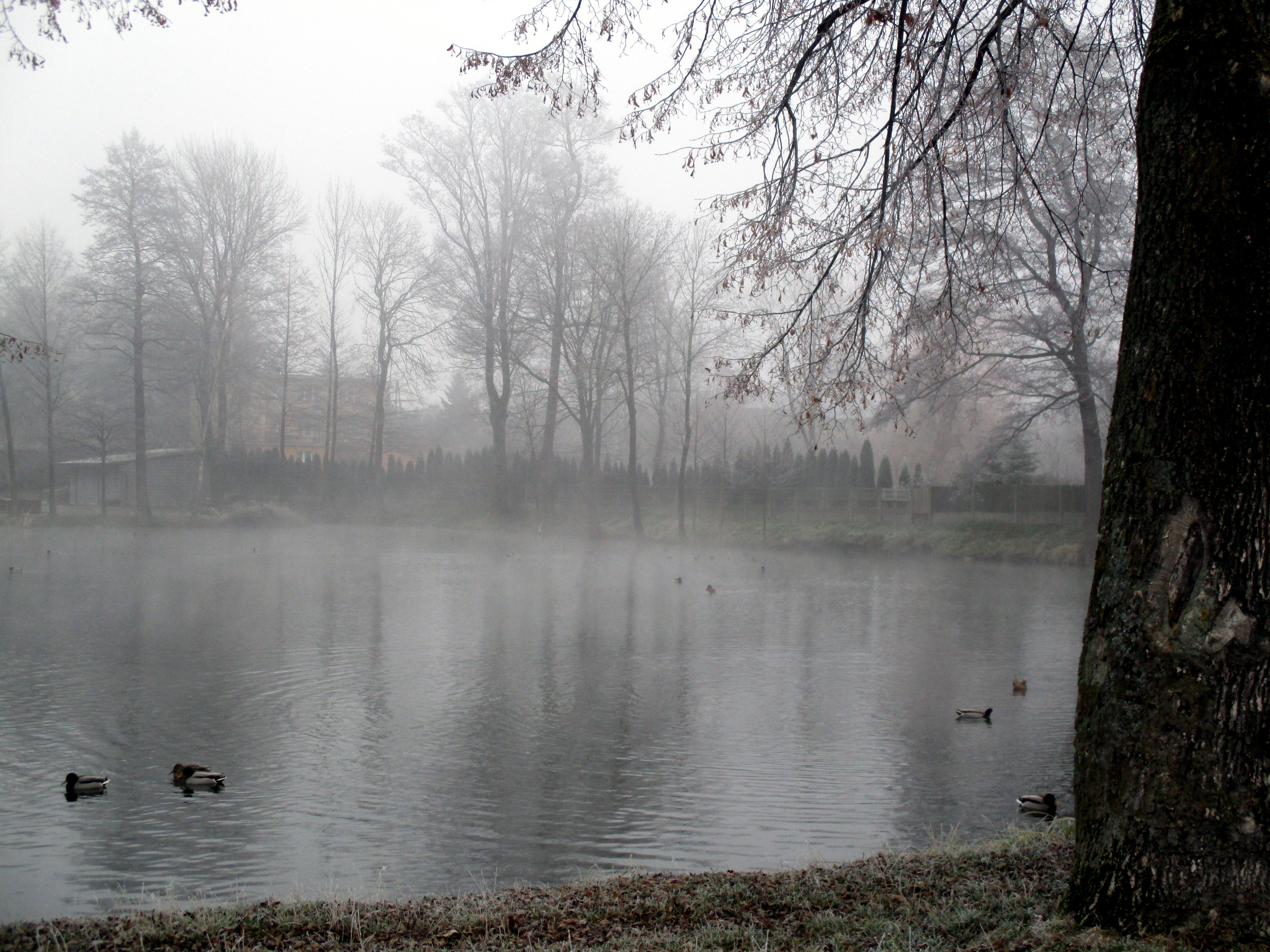
Pałacowy staw

## Źródła
- Siwiński Andrzej, Rodzeństwo Reszków, 2009
- Pałac w Borownie na Platformie E-Usług Kulturalnych. m.peuk.fiiz.pl. [zarchiwizowane z tego adresu (2016-02-05)].
- Pałac w Borownie na stronie internetowej Polskie Zabytki